# 11-та паралель південної широти
11-та паралель південної широти — лінія широти, що лежить на 11 градусів південніше земної екваторіальної площини. Вона проходить через Атлантичний океан, Африку, Індійський океан, Австралазію, Тихий океан та Південну Америку.

## Список географічних об'єктів, що перетинає 11° пд. ш.
Починаючи з Гринвіцького меридіану та рухаючись на схід, 11-та паралель південної широти проходить через:
| Координати                                                   | Країна, територія або море | Примітки |
| ------------------------------------------------------------ | -------------------------- | --- |
| 11°0′ пд. ш. 0°0′ сх. д. / 11.000° пд. ш. 0.000° сх. д.      | Атлантичний океан          | |
| 11°0′ пд. ш. 13°52′ сх. д. / 11.000° пд. ш. 13.867° сх. д.   | Ангола                     | |
| 11°0′ пд. ш. 22°12′ сх. д. / 11.000° пд. ш. 22.200° сх. д.   | ДР Конго                   | |
| 11°0′ пд. ш. 23°20′ сх. д. / 11.000° пд. ш. 23.333° сх. д.   | Ангола                     | |
| 11°0′ пд. ш. 23°38′ сх. д. / 11.000° пд. ш. 23.633° сх. д.   | ДР Конго                   | Приблизно на 8 км |
| 11°0′ пд. ш. 23°43′ сх. д. / 11.000° пд. ш. 23.717° сх. д.   | Ангола                     | Приблизно на 5 км |
| 11°0′ пд. ш. 23°46′ сх. д. / 11.000° пд. ш. 23.767° сх. д.   | ДР Конго                   | Приблизно на 13 км |
| 11°0′ пд. ш. 23°53′ сх. д. / 11.000° пд. ш. 23.883° сх. д.   | Ангола                     | Приблизно на 15 км |
| 11°0′ пд. ш. 24°1′ сх. д. / 11.000° пд. ш. 24.017° сх. д.    | Замбія                     | Приблизно на 13 км |
| 11°0′ пд. ш. 24°8′ сх. д. / 11.000° пд. ш. 24.133° сх. д.    | ДР Конго                   | |
| 11°0′ пд. ш. 28°30′ сх. д. / 11.000° пд. ш. 28.500° сх. д.   | Замбія                     | |
| 11°0′ пд. ш. 33°18′ сх. д. / 11.000° пд. ш. 33.300° сх. д.   | Малаві                     | |
| 11°0′ пд. ш. 34°13′ сх. д. / 11.000° пд. ш. 34.217° сх. д.   | Озеро Ньяса                | |
| 11°0′ пд. ш. 34°36′ сх. д. / 11.000° пд. ш. 34.600° сх. д.   | Танзанія                   | |
| 11°0′ пд. ш. 39°30′ сх. д. / 11.000° пд. ш. 39.500° сх. д.   | Мозамбік                   | |
| 11°0′ пд. ш. 40°30′ сх. д. / 11.000° пд. ш. 40.500° сх. д.   | Індійський океан           | |
| 11°0′ пд. ш. 122°52′ сх. д. / 11.000° пд. ш. 122.867° сх. д. | Індонезія                  | Проходить через острів Панама[en], Індонезія                                                                                      |
| 11°0′ пд. ш. 126°54′ сх. д. / 11.000° пд. ш. 126.900° сх. д. | Тиморське море             | Проходить північніше острова Мелвілл та півострова Коберг[en], Австралія                                                          |
| 11°0′ пд. ш. 132°33′ сх. д. / 11.000° пд. ш. 132.550° сх. д. | Австралія                  | Північна Територія — проходить через острів Крокер[en]                                                                            |
| 11°0′ пд. ш. 132°34′ сх. д. / 11.000° пд. ш. 132.567° сх. д. | Арафурське море            | Проходить північніше островів Вессел[en], Австралія                                                                               |
| 11°0′ пд. ш. 142°8′ сх. д. / 11.000° пд. ш. 142.133° сх. д.  | Австралія                  | Квінсленд — проходить через півострів Кейп-Йорк                                                                                   |
| 11°0′ пд. ш. 142°44′ сх. д. / 11.000° пд. ш. 142.733° сх. д. | Коралове море              | Проходить між островами архіпелагу Луїзіада, Папуа Нова Гвінея                                                                    |
| 11°0′ пд. ш. 152°30′ сх. д. / 11.000° пд. ш. 152.500° сх. д. | Соломонове море            | Проходить північніше острова Реннелл, Соломонові Острови                                                                          |
| 11°0′ пд. ш. 162°6′ сх. д. / 11.000° пд. ш. 162.100° сх. д.  | Коралове море              | Проходить південніше островів Макіра та Нендо[en], Соломонові Острови Проходить північніше острова Утупуа[en], Соломонові Острови |
| 11°0′ пд. ш. 167°26′ сх. д. / 11.000° пд. ш. 167.433° сх. д. | Тихий океан                | Проходить північніше острова Суейнс, Американське Самоа (претендує Токелау) Проходить південніше атола Пукапука[en], Острови Кука |
| 11°0′ пд. ш. 77°40′ зх. д. / 11.000° пд. ш. 77.667° зх. д.   | Перу                       | |
| 11°0′ пд. ш. 70°27′ зх. д. / 11.000° пд. ш. 70.450° зх. д.   | Бразилія                   | Акрі |
| 11°0′ пд. ш. 70°6′ зх. д. / 11.000° пд. ш. 70.100° зх. д.    | Перу                       | |
| 11°0′ пд. ш. 69°32′ зх. д. / 11.000° пд. ш. 69.533° зх. д.   | Болівія                    | |
| 11°0′ пд. ш. 68°59′ зх. д. / 11.000° пд. ш. 68.983° зх. д.   | Бразилія                   | Акрі |
| 11°0′ пд. ш. 68°50′ зх. д. / 11.000° пд. ш. 68.833° зх. д.   | Болівія                    | |
| 11°0′ пд. ш. 68°47′ зх. д. / 11.000° пд. ш. 68.783° зх. д.   | Бразилія                   | Акрі — приблизно на 15 км |
| 11°0′ пд. ш. 68°19′ зх. д. / 11.000° пд. ш. 68.317° зх. д.   | Болівія                    | |
| 11°0′ пд. ш. 65°18′ зх. д. / 11.000° пд. ш. 65.300° зх. д.   | Бразилія                   | Рондонія Мату-Гросу Токантінс Баїя Сержипі                                                                                        |
| 11°0′ пд. ш. 37°3′ зх. д. / 11.000° пд. ш. 37.050° зх. д.    | Атлантичний океан          | |